# Падерборн (район)
Падербо́рн (нім. Kreis Paderborn) — район в Німеччині, в складі округу Детмольд землі Північний Рейн-Вестфалія. Адміністративний центр — місто Падерборн.

## Населення
Населення району становить 301092 особи (2011).

## Адміністративний поділ
Район поділяється на 3 комуни (нім. Gemeinden) та 7 міст (нім. Städte):
| № | Комуна/ місто   | Площа, км² | Населення, осіб (2011) | Центр           |
| - | --------------- | ---------- | ---------------------- | --------------- |
| 1 | Альтенбекен     | 76,2       | 9204                   | Альтенбекен     |
| 2 | Борхен          | 77,2       | 13353                  | Кірхборхен      |
| 3 | Говельгоф       | 70,7       | 16144                  | Говельгоф       |
| 1 | Бад-Ліппшпрінге | 51,0       | 15329                  | Бад-Ліппшпрінге |
| 2 | Бад-Вюнненберг  | 161,3      | 12225                  | Бад-Вюнненберг  |
| 3 | Бюрен           | 170,9      | 21340                  | Бюрен           |
| 4 | Дельбрюк        | 157,3      | 30049                  | Дельбрюк        |
| 5 | Зальцкоттен     | 109,6      | 24942                  | Зальцкоттен     |
| 6 | Ліхтенау        | 192,5      | 10818                  | Ліхтенау        |
| 7 | Падерборн       | 179,5      | 147688                 | Падерборн       |

| Німеччина | Це незавершена стаття з географії Німеччини. Ви можете допомогти проєкту, виправивши або дописавши її. |

1. ↑  https://www.landesdatenbank.nrw.de/ldbnrw/online;jsessionid=FBC481AAC50656B8CA9E933111BC242A.ldb2?sequenz=tabelleErgebnis&selectionname=12411-31iz
2. ↑  https://www.destatis.de/DE/Themen/Laender-Regionen/Regionales/Gemeindeverzeichnis/Administrativ/04-kreise.html